# Türkan Saylan
Türkan Saylan (Estambul, Turquía, 13 de diciembre de 1935 - ibídem, 18 de mayo de 2009) es una dermátologa, académica, escritora, profesora y activista social turca. 
Ella es famosa por su lucha contra la lepra, y por fundar la organización de caridad  "Asociación para el apoyo de la vida contemporánea" (Çağdaş Yaşamı Destekleme Derneği, ÇYDD).

## Vida y carrera
Nació el 13 de diciembre de 1935. Fue la primogénita de Fasih Galip, uno de los primeros constructores de la época republicana de Turquía, y de la suiza Lili Mina Raiman, que se convirtió al islam y cambió su nombre por el de Leyla tras el matrimonio.
Fue a la escuela primaria de Kandilli entre 1944 y 1946. Entre 1946 y 1953 fue a la escuela secundaria femenina de Kandilli. Se licenció en la Facultad de Medicina de Estambul en 1963. Más tarde, trabajó como médico en el departamento de enfermedades dermatológicas y venéreas del Hospital SSK Nisantasi.
En 1976 empezó a estudiar la lepra y fundó la Asociación y Fundación Lucha contra la Lepra. Fue galardonada con el "Premio Internacional Gandhi" en 1986, India. Trabajó como consultora en lepra para la Organización Mundial de la Salud hasta 2006. Participó en la fundación del Laboratorio de Dermopatología, Enfermedad de Behcet y Policlínicas de Enfermedades de Transmisión Sexual. Ha trabajado como médico jefe voluntario en el Hospital Lepra de Estambul durante 21 años, entre 1981 y 2002.
Se casó en 1957 y tuvo dos hijos. Tiene cuatro nietos. Tras padecer cáncer de mama durante 17 años, falleció el 18 de mayo de 2009.